# Vorwärts-Gespräche
Die Vorwärts-Gespräche, die Sponsoren einen exklusiven Zugang zu SPD-Politikern und SPD-Ministern ermöglichten, gelten als Praxis des Parteien-Sponsorings. Der Skandal wurde durch das ZDF-Magazin Frontal 21 publik.
Die SPD-Agentur NWMD, ein zur Deutschen Druck- und Verlagsgesellschaft gehöriges Tochterunternehmen der SPD, bot für Zahlungen von 3000 bis 7000 Euro Treffen mit Ministern, Staatssekretären und Funktionären der Partei an. Kritiker sehen darin einen Verstoß gegen die Gesetze der Parteienfinanzierung.
An den umstrittenen Vorwärts-Gesprächen nahmen Justizminister Heiko Maas, Arbeitsministerin Andrea Nahles, Umweltministerin Barbara Hendricks und Familienministerin Manuela Schwesig teil. Ebenso wurden mit dem Fraktionsvorsitzenden Thomas Oppermann, Generalsekretärin Katarina Barley sowie dem Staatssekretär im Wirtschaftsministerium Matthias Machnig und dem Bundestagsabgeordneten Hubertus Heil Treffen organisiert.